# Jake Brown (Skateboarder)

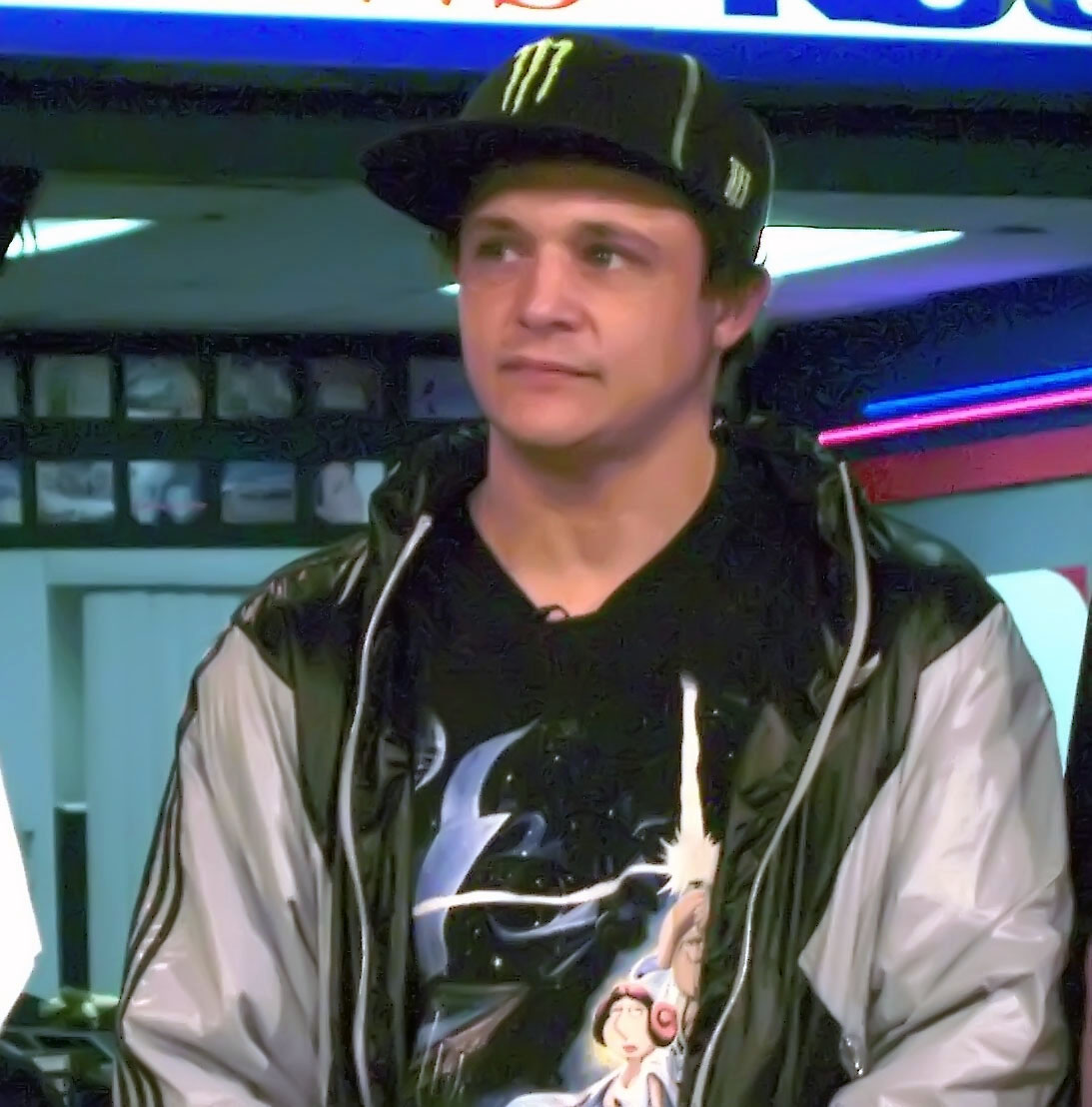
Jake Brown (2009)

Jake Brown (* 6. September 1974) ist ein australischer professioneller Skateboarder.

## Leben
Nachdem seine Eltern sich hatten scheiden lassen, wuchs Brown bei seiner Mutter auf. Mit dem Skaten begann er im frühen Teenager-Alter, nachdem er vorher Fußball gespielt hatte. 1996 trat er das erste Mal bei einem professionellen Wettkampf an, dem Slam City Jam, und 1997 zog er nach Kalifornien, wo er seitdem lebt. Brown ist verheiratet. Er nahm für Australien an den X-Games teil. Die Veranstaltungen im Skateboard-Wettbewerb Big Air in Los Angeles beendete er in den Jahren 2006 und 2007 als Zweiter, 2008 wurde er Dritter und 2009 gewann er die Goldmedaille.

## Mega-Ramp-Sturz
Am 2. August 2007 stürzte Brown im Rahmen der Summer-X-Games spektakulär ab. Nachdem er als Erster in einem Wettkampf erfolgreich einen 720 von einer Mega-Ramp landen konnte, verlor er beim darauffolgenden Sprung die Kontrolle. Sein Board flog weg und Brown fiel aus etwa 14 Metern (45 Fuß) auf den Boden der Quarterpipe. Er lag einige Minuten am Boden, konnte dann aber aus eigener Kraft gehen. Im Krankenhaus wurden verschiedene Verletzungen festgestellt, von denen jedoch keine einen größeren Eingriff erforderlich machte und so wurde Brown nach drei Tagen unter Beobachtung entlassen.